# فاليري إدموند
فاليري إدموند (بالإنجليزية: Valerie Edmond)‏ هي ممثلة بريطانية، ولدت في 1969 في المملكة المتحدة.

## وصلات خارجية
- فاليري إدموند على موقع IMDb (الإنجليزية)
- فاليري إدموند على موقع ألو سيني (الفرنسية)
- فاليري إدموند على موقع ألو سيني (الفرنسية)
- فاليري إدموند على موقع أول موفي (الإنجليزية)
- فاليري إدموند على موقع قاعدة بيانات الأفلام السويدية (السويدية)
- فاليري إدموند على موقع قاعدة بيانات الفيلم (الإنجليزية)
- فاليري إدموند على موقع كينوبويسك (الروسية)